# 황소자리 T
황소자리 T는 황소자리 방향에 있는 변광성이며, 황소자리 T형 항성의 원형 별이다. 1852년 10월 존 러셀 힌드가 발견했다. 지구에서 볼 때 히아데스 성단의 별들 사이에 있는 것으로 보이며 황소자리 엡실론과 가깝다. 그러나 사실 황소자리 T는 히아데스 성단보다 먼 지구에서 약 420 광년에 위치하며, 히아데스 성단의 별들과 함께 태어나지 도 않았다.

## 특징
황소자리 T는 황소자리 T형 항성의 원형 별로, 이들의 특징을 대표적으로 지니고 있다. 태어난 지 얼마 되지 않은 젊은 별로 나이는 백만 살 정도에 불과한 것으로 보인다. 지구에서 580광년 떨어져 있고 겉보기 등급은 9.3에서 14까지 큰 폭으로 변한다. 특히 밝기의 변화는 특별한 주기가 없고 불규칙하게 출렁인다.
황소자리 T 항성계는 적어도 세 개의 별들로 이루어져 있지만 가시광선 영역에서는 한 개의 별밖에 볼 수 없다. 나머지 둘은 적외선 영역에서 빛을 내며 그 중 하나는 전파도 뿜는다. VLA 전파 천문대로 관측한 결과 황소자리 T는 나머지 두 별과의 근접 조우 때문에 공전 궤도에 큰 변화가 생겼고, 항성계를 이탈한 것으로 보인다.
실제로 T와 가까이 있는 천체로 반사 성운 NGC 1555(힌드의 성운으로 알려져 있음)가 있다. NGC 1555는 황소자리 T의 빛을 받아서 빛나고 있는데, T의 광도가 변하면 반사 성운의 밝기도 변한다. 1868년 오토 빌헬름 폰 슈트루페는 황소자리 T 근처에서 NGC 1554를 찾아내었다고 발표했으나 얼마 지나지 않아 이 천체는 시야에서 사라졌다(애초에 존재하지 않았을 가능성도 있다). 이 때문에 NGC 1554를 '슈트루페의 잃어버린 성운'으로 부르기도 한다.
황소자리 T는 물질이 뭉쳐 원시별로 진화하기 전의 단계를 밟고 있다. 원시별은 성간 구름 중심부에서도 밀도가 특히 높은 지역으로, 이때 성간 구름의 총질량은 태양의 1만 배 수준이다. 먼지와 가스로 이루어진 이 구름은 자기 중력 때문에 붕괴하며, 물질을 끌어당기기 시작한다.
원시별의 초기 질량은 최종 질량의 1퍼센트 수준이다. 이후 원시별은 물질을 차츰 빨아들여 몸집을 키워간다. 백만 년 후 중심부분에서 핵융합 작용이 시작되며 항성풍이 발산되기 시작한다. 이 항성풍은 물질이 원시별 표면으로 낙하하는 것을 막으면서 항성의 질량은 더 이상 증가하지 않게 된다. 이 단계에서 고정된 질량이 어느 수준이냐에 따라 해당 항성의 운명과 진화 양상이 결정된다.

## 같이 보기
- 황소자리의 항성 목록

## 참고 문헌
- (영어) An Interesting Neighborhood to Live In
- (영어) Ken Croswell: The Distance to a Stellar Youngster
- (영어) Young Star Probably Ejected From Triple System 보관됨 2019-07-01 - 웨이백 머신
- (영어) T Tauri
- (영어) V* T Tau -- T Tau-type Star